# Ľudovít Štúr
Pour les articles homonymes, voir Stur.
Ľudovít Štúr (Ludevít Velislav Štúr), né le 28 octobre 1815 à Uhrovec dans le district de Bánovce nad Bebravou en Slovaquie (à l'époque Haute-Hongrie) et mort le 12 janvier 1856 à Modra, dans le district de Pezinok en Slovaquie, est un homme politique, philosophe, historien, linguiste, enseignant, écrivain, poète, journaliste d'opinion, romancier, rédacteur et pédagogue slovaque.
Ľudovít Štúr, figure incontournable de l'histoire slovaque, est le plus grand représentant de la vie nationale de son pays, leader de la renaissance nationale de la première moitié du XIXe siècle et codificateur de la langue écrite slovaque fondée sur les dialectes de Slovaquie centrale (aux environs de 1843), qui est le langage standard slovaque aujourd'hui. Il est aussi l'une des figures dirigeantes du Soulèvement slovaque dans les années 1848–1849 et député de la chambre hongroise de la ville de Zvolen dans les années 1848–1849.
Il était représenté sur les billets slovaques de 500 Sk, la ville de Parkan fut rebaptisée en 1948 Štúrovo en son honneur et en 1994 un astronome slovaque, Milan Antal, découvrit un astéroïde qu'il nomma « (3393) Štúr ».
L'État slovaque a créé l'Ordre de Ľudovít Štúr (Rad Ľudovíta Štúra) en son honneur.

## Biographie

### Lieu de naissance et famille
Ľudovít Štúr est né le 28 octobre 1815 dans la localité d’Uhrovec (à l'époque Zay-Uhrovec), se situant dans la partie sud des collines de Strážov. Il est le cinquième fils de l'instituteur de l'école évangélique locale, Samuel et Anna Štúr, née Michalcová. Il est baptisé le 29 octobre 1815 dans l'église d'Uhrovec. Il a trois frères et sœurs du nom de Karol (1811-1851), Samuel (1818-1861), Karolína (1826-1859)  et Jan (1827-1907). Son père, Samuel Štúr, originaire de Trenčín, était selon le témoignage de Jozef Miloslav Hurban, un homme savant au caractère grave et ayant du respect envers toutes les personnes qui s'en approchaient. Il fut dans les années 1810-1812 l'étudiant de František Palacký qui deviendra par la suite un historien et homme politique tchèque.

### Études
Ľudovít Štúr est tout d'abord éduqué par son père à Uhrovec, qui lui donne les bases de son éducation. En 1827, il part étudier au gymnasium de Raab (aujourd'hui Győr en Hongrie) où le professeur Leopold Petz, d'origine slovaque et grand admirateur d'art antique, remarque la grande capacité de travail et l'intelligence de son élève. Petz oriente aussi ses élèves sur les auteurs slaves, ce qui éveille chez le jeune Štúr un intérêt pour le monde slave. Après avoir terminé ses deux années à Raab, Štúr s'inscrit au gymnasium évangélique à Bratislava (1829-1834) où son grand frère Karol avait déjà étudié.
Ses études à Bratislava consistent en deux années d'études de sciences humaines et de deux autres années dont l'obtention est une condition afin de pouvoir étudier à un niveau universitaire. À partir de 1803, il existait dans ce gymnasium un département de langue et littérature tchéco-slovaque, dirigé par le professeur Juraj Palkovič. Le gymnasium évangélique de Bratislava était la seule haute école évangélique secondaire de Haute-Hongrie possédant un tel département. Les cours se déroulaient en tchèque biblique, vu qu'à l'époque, cette langue était depuis trois siècles celle des éducateurs évangéliques slovaques.
Les étudiants fondent en 1829 l'association Société éducative tchéco-slovaque pour leur professeur qui était d'un âge avancé, et auquel on n'avait pas autorisé d'enseigner l'étendue de ses connaissances. Les créations d'associations et de sociétés d'étudiants slovaques étaient courantes dans les lycées évangéliques. Par exemple, la Société tchéco-slovaque du lycée de Vienne naquit en 1823, il en fut de même en 1824 à Kežmarok, et après la fondation de la société de Bratislava, d'autres virent le jour surtout grâce à l'initiative des membres de Bratislava à Levoča et à Prešov en 1932 ainsi  qu'en 1938 à Banská Štiavnica. D'autres furent créés par la suite. Karol Štúr, Samo Chalupka, Daniel Lichard et Samuel Godra font partie entre autres des membres fondateurs de la Société tchéco-slovaque de Bratislava. Son premier président fut le professeur Juraj Palkovič et les responsables exécutifs et vice-présidents étaient Samo Chalupka, Karol Štúr, Michal Miloslav Hodža, Tomáš Horš, Samuel Samoslav Vanko et Ľudovít Štúr. Les principaux devoirs de cette société étaient l'éducation en langue maternelle, la grammaire, la maîtrise de l'écriture en langue littéraire et l'étude de l'histoire des nations slaves.
Après son arrivée à Bratislava, Ľudovít Štúr devient membre de cette société tchéco-slovaque. Selon les archives de l'association, il en ressort qu'il était un étudiant actif et consciencieux. Son opiniâtreté apporte ses fruits aussi dans toutes ses études au lycée. L'histoire fait partie de ses matières préférées. Štúr lit les auteurs antiques et s'intéresse aussi à l'esthétique et à l'histoire de l'art. Il apprécie aussi tout particulièrement les œuvres d'auteurs slovaques tels que Ján Hollý, Ján Kollár, Pavel Jozef Šafárik et František Palacký.
À l'automne 1835, Štúr devient président de la Société. Dans le cadre d'un développement d'une conscience nationale plus grande, les membres de la Société organisent différentes célébrations, visites et manifestations. L'une des plus importantes activités des membres fut la sortie au château de Devín, qui eut lieu le 24 avril 1836 et qui fut préparée en secret. C'est au château de Devín que Ľudovít Štúr évoque dans son discours l'histoire de la Grande-Moravie, et après avoir récité des poèmes et des chants, les participants de l'excursion choisissent de se décerner un deuxième prénom d'origine slovaque qu'ils se doivent d'utiliser en public. C'est ainsi que Jozef Hurban reçut le prénom Miloslav, August Škultéty celui de Horislav, et Štúr celui de Velislav.
Pendant l'année académique 1836–1837, Štúr devient professeur suppléant de son ancien professeur Juraj Palkovič au lycée, grâce à la convention de répartition des districts. Il est chargé d'enseigner en latin, qui était à l'époque la langue de l'éducation. En plus de celle-ci, il maîtrise aussi parfaitement le hongrois, l'allemand, le français et le grec, et en ce qui concerne les langues slaves, il possède avant tout la maîtrise du polonais, du serbo-croate et du russe. Il apprend aussi l'hébreu et l'anglais. Au lycée, il est chargé des cours de grammaire et d'histoire polonaise et tchèque. En privé, il mène une vaste correspondance avec d'éminentes personnalités du monde slave, entre autres František Palacký, Josef Jungmann, Pavel Jozef Šafárik et Ján Kollár.
C'est aussi pendant l'année académique 1836–1837 que le mécontentement des étudiants lycéens, des enseignants et des élus du monde éducatif s'intensifie. Ce mécontentement a pour conséquence l'interdiction des associations et des sociétés étudiantes en Haute-Hongrie. Štúr, en tant que suppléant du professeur Palkovič, s'efforce de faire porter les messages de l'ancienne Société pendant ses cours.
En 1838, il s'inscrit à 24 ans à l'université de Halle, qui était fréquentée par des évangéliques, tout comme l'université de Berlin et de Iéna. Il reçoit ici principalement des cours de théologie, de philosophie, d'histoire et de linguistique. Pendant ces deux années d'études, il s'initie à la philosophie d'Hegel et de Herder, dont les conceptions de l'histoire lui forgent sa vision philosophique et historique du monde. Il comprenait le monde dans sa légalité, en tant que suite d'évènements suivant des principes spirituels. En 1840 après ses études, lors de son retour en Haute-Hongrie, il rencontre à Prague au château de Hradec Králové des patriotes tchèques. Il rend aussi visite à Pavel Jozef Šafárik, qui le met en garde contre la situation politique tendue qui règne dans le pays.

### Premier emploi
Le retour de Štúr en Haute-Hongrie est le début d'une nouvelle lutte pour le maintien des droits nationaux. L'oppression des fonctionnaires de Haute-Hongrie et des policiers était en opposition par rapport aux efforts en vue d'élever le niveau d'éducation et de culture des peuples qui n'étaient pas hongrois. L'élection du comte Karol Zay en tant qu'inspecteur général de l'église évangélique aggrave la situation, car ce dernier défend l'idée d'une seule et unique nation en Hongrie, la nation hongroise. Karol Zay connait personnellement Štúr et manifeste dès le début une certaine sympathie à son égard et estime son éducation et son talent. Il tente en vain de convaincre Štúr de collaborer pour les intérêts hongrois dans lesquelles Zay voyait l'avenir du pays.
Après son départ d'Allemagne, Štúr demande de nouveau à être le suppléant de Juraj Palkovič. Il n'exige aucun salaire mais seulement des intérêts provenant d'argent collecté au sein de son département au lycée dont il devait partager la moitié avec le professeur Juraj Palkovič. Sa demande se heurte à des obstacles, car Karol Zay avait l'intention de fermer définitivement le département de langue et littérature tchéco-slovaque après la mort de Juraj Palkovič. Le sujet est débattu en séance par l'académie et c'est après un long parcours parsemé d'embûches que Štúr peut enfin faire cours en tant que suppléant.
La pression soutenue sur les Slovaques de la part des Hongrois oblige Štúr et les patriotes slovaques à demander la protection du souverain. Une députation de quatre membres est envoyée en 1842 à Vienne. Les Slovaques demandent au souverain de les protéger contre les persécutions, d'avoir la possibilité de publier publiquement des ouvrages traitant de la défense de la nation slovaque, de confirmer l'existence d'un département de langue et littérature tchéco-slovaque au lycée évangélique de Bratislava et de diriger les autres établissements semblables en Haute-Hongrie. Les demandes de la députation n'aboutiront jamais, car la cour les envoie à Buda sur l'avis du Palatin de Haute-Hongrie qui rejette toutes les demandes.

### Le slovaque littéraire

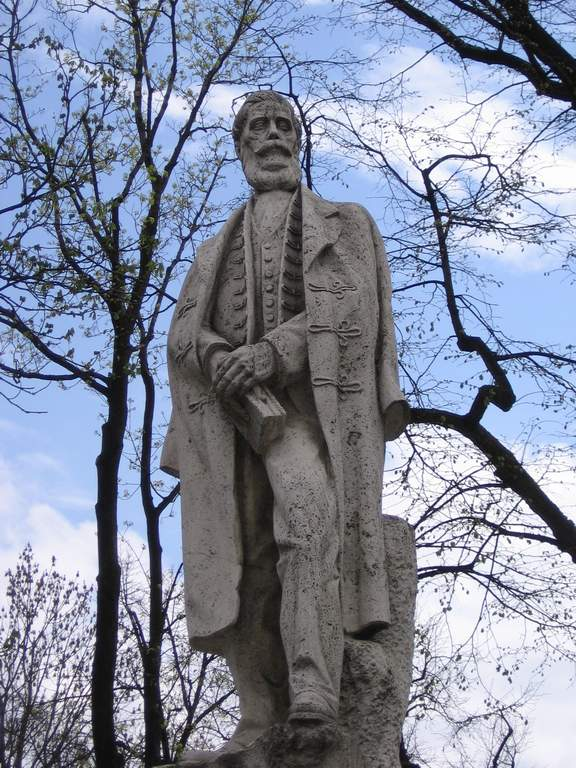
Statue de Ľudovít Štúr à Levoča

« Nous nous mettons au service de l'esprit, c'est pourquoi nous devons traverser le chemin épineux de la vie »
Au début de l'année 1843, Ľudovít Štúr annonce à ses amis proches qu'il a l'intention de rassembler les catholiques et les évangéliques sur la base d'une seule langue littéraire. Pour cela, il prend comme base le dialecte de Slovaquie centrale en raison de son étendue, de son originalité et de son intelligibilité. L'unification des Slovaques se réalise au sein de la Société multiconfessionnelle et destinée à tous les Slovaques du nom de Tatrín.
La question concernant l'établissement du slovaque littéraire était une question que Štúr se posait depuis longtemps. Quelques années auparavant, il s'était plaint dans une lettre adressée à František Palacký que le tchèque biblique - langue dans laquelle les Slovaques évangéliques écrivaient – devenait de moins en moins compréhensible pour les Slovaques et il souhaita que les Tchèques et les Slovaques puissent trouver un compromis concernant la solution d'une langue unique tchécoslovaque. On suppose que ce compromis vient à la fois du côté slovaque et tchèque. Étant donné que les linguistes tchèques n'étaient pas prêts à faire cette concession, Štúr décide avec ses partisans de mettre au point une nouvelle forme de slovaque littéraire qui unirait en une seule langue les catholiques et les évangéliques.
Le 11 juillet 1843, Ľudovít Štúr, Jozef Miloslav Hurban et Michal Miloslav Hodža se rencontrent à Hlboké où ils décident de mettre en pratique leur idée. Le 17 juillet, ils vont à Dobrá Voda et rendent visite à Ján Hollý, qui était un grand représentant du slovaque codifié auparavant par Bernolák et l'informent de leur intention.
C'est aussi en 1843 que la situation des lycées se complique. La pression pour renvoyer Štúr de son poste se renforce et il est déchu de ses fonctions en décembre. Ni les pétitions étudiantes, ni la protection offerte par certains professeurs ne peuvent empêcher ce renvoi. Par mesure de protestation, 22 étudiants décident en mars 1844 de quitter le lycée et 13 d'entre eux terminent par la suite leurs études à Levoča.

### Le Journal national slovaque
En août 1844, la première assemblée de Tatrín a lieu à Liptovský Mikuláš à laquelle Ľudovít Štúr participe, étant élu président de la Société. Un an plus tard, il obtient du souverain l'autorisation de publier le Journal national slovaque (en slovaque de l'époque : Slovenskje národňje novini) avec le supplément littéraire l'Aigle des Tatras (Orol tatránski). Le journal parait pour la première fois le 1er août 1845. Il est écrit dans le slovaque de Štúr et trouve ses fervents partisans ainsi que ses farouches opposants en ce qui concerne la forme de la langue. Des patriotes tchèques font partie de ses opposants, qui interprètent cette action comme une trahison nationale et un éloignement des Tchèques. Pavel Jozef Šafárik et Ján Kollár s'y opposent aussi.
En 1846, Štúr publie Le Dialecte de Slovaquie ou le besoin d'écrire dans ce dialecte (en slovaque de l'époque: Nárečja Slovenskuo alebo potreba písaňja v tomto nárečí), œuvre dans laquelle il plaide pour une nouvelle langue littéraire, qui était inéluctable. Dans la même année, il publie son œuvre de linguistique Apprentissage de la langue slovaque (en slovaque de l'époque : Nauka reči Slovenskej) contenant les bases de la nouvelle grammaire. En août 1847, lors de la 4e assemblée de Tatrín à Čachtice, les représentants des catholiques et des évangéliques s'accordent définitivement pour un usage commun de la nouvelle langue littéraire. Une modification ultérieure de la nouvelle grammaire, marquant un passage vers les principes phonétiques fondés sur l'étymologie, est menée par la réforme de Michal Miloslav Hodža et du catholique Martin Hattala en 1851-1852. Les décisions concernant les changements grammaticaux sont aussi prises par Ľudovít Štúr, Jozef Miloslav Hurban, Ján Palárik, Andrej Radlinský et Štefan Závodník. Cette codification du slovaque deviendra par la suite l'unique langue des Slovaques.
Le Journal national slovaque est orienté vers l'éducation, la justice sociale, la promotion des œuvres slaves et contient aussi des articles d'actualité sur la situation politique locale et mondiale. Les activités de Štúr et des autres rédacteurs subissent la censure, dont les interventions se limitaient aux articles de journaux.

### La chambre des représentants de Hongrie
Les plans ambitieux de Štúr ne se limitent pas à son activité éditoriale. Fin 1847 début 1848, il entre à la Assemblée nationale de Hongrie (qui était dans le bâtiment de l'actuelle bibliothèque  universitaire à Bratislava) en tant que député de la ville royale libre de Zvolen afin de pouvoir plaider de façon plus concrète et plus importante pour sa vision nationale et sociale. Un de ses plus grands adversaires politiques est le libéral Lajos Kossuth, avec lequel il partage un avis identique concernant certaines questions sociales mais qui diverge concernant l'interprétation de la liberté nationale. Ce sont les journées révolutionnaires de 1848 qui mettent fin à cette période parlementaire.

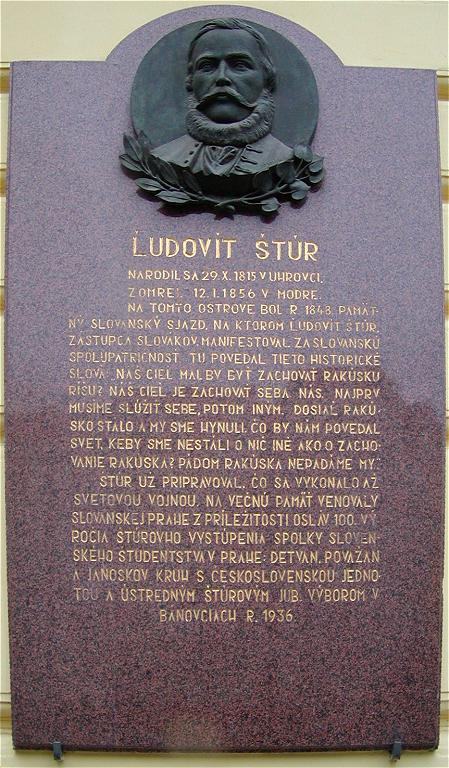
Plaque commémorative se situant à Prague-Žofín, ville où s'est réuni le congrès des Slaves en 1848

### 1848
« C'est à la nation que nous avons donné notre révolte, nation qui est restée si longtemps sans action historique, notre plus grande cause morale »
Les évènements agités de 1848 en France trouvent une répercussion dans la monarchie des Habsbourg. La révolution pour la conquête du droit social a donné au peuple un plus grand degré de liberté. Štúr accueille les idées du nouveau mouvement dans la ligne éditoriale de son journal. Le recul de Vienne envers Pest concernant la question du degré d'indépendance de la Haute-Hongrie annonce des complications du côté slovaque, et la menace qui pèse d'un renforcement de la magyarisation. C'est pourquoi les doléances de la nation slovaque sont rédigées, esquissant la possibilité d'une résolution des relations slovaco-hongroises sur la base du principe de l'égalité des droits. En même temps, Štúr organise un congrès réunissant les Slaves à Prague. Le gouvernement hongrois lance un mandat d'arrêt à l'encontre de Štúr, Hurban et Hodža. Malgré les persécutions, les partisans de Štúr réussissent à participer au congrès des Slaves, auquel viennent les principaux représentants des nations slaves vivant dans la monarchie et ensemble, ils s'efforcent de trouver une issue à la situation. Après l'échec de toutes les activités légales concernant les droits nationaux et les demandes d'aide au gouvernement hongrois, Štúr et Hurban se résolvent au combat.
Les 15 et 16 septembre le Conseil national slovaque est créé à Vienne et se prononce pour un pouvoir exécutif unique en Slovaquie et refuse d'obéir au gouvernement hongrois. Ses leaders politiques sont Ľudovít Štúr, Jozef Miloslav Hurban et Michal Miloslav Hodža. Les commandants de l'intervention militaire sont Bedřich Bloudek, František Alexander Zach et Bernard Janeček. Les secrétaires sont composés de Bohuš Nosák Nezabudov et Daniel Jaroslav Bórik. En septembre 1848, le Conseil national Slovaque appelle les Slovaques à un soulèvement armé pour la conquête de leurs droits nationaux et sociaux.

### Les dernières années de sa vie
Après l'échec de l'expédition de 1849 et après une nouvelle déception venant de la cour de l'empereur, qui avait pourtant promis aux Slovaques de les soutenir dans leur combat contre les radicaux hongrois, Ľudovít Štúr se trouve dans une situation inconfortable : sa demande d'autorisation pour la publication du journal politique slovaque mais aussi pour l'existence officielle de Tatrín échoue. C'est à cette époque que Štúr renoue avec ses activités des années précédentes et se consacre à la musique populaire slave et à l'écriture du Monde slave et le monde du futur.

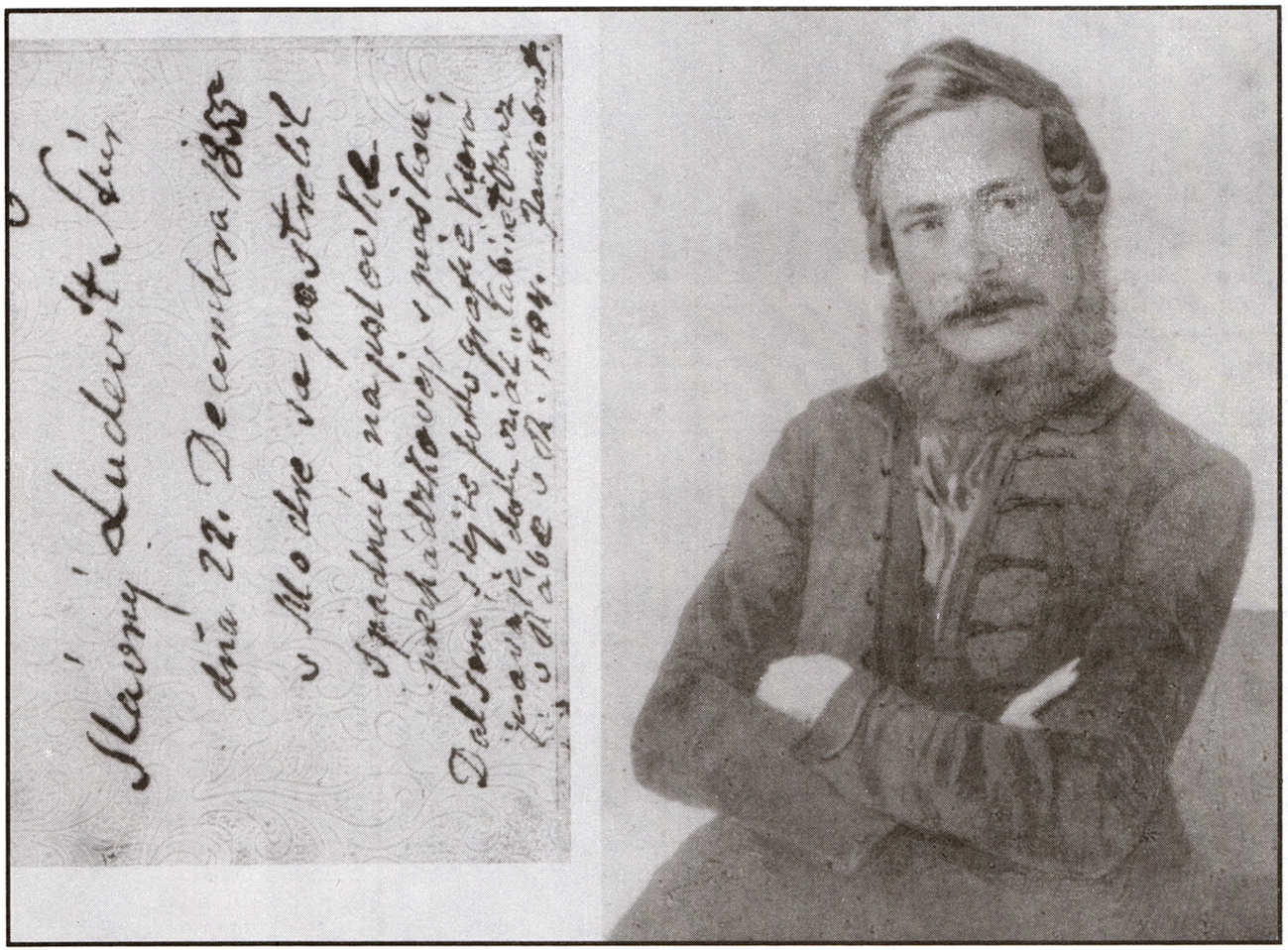
Message de Jan Štúr annonçant la mort de son frère avec un portrait de Ľ. Štúr

En 1851, toute une série de tragédies personnelles le frappent : son frère Karol, prêtre et instituteur à Modra meurt en janvier 1851, et six mois après, c'est au tour de son père. Après la mort de son frère aîné, Štúr, lui-même sous surveillance policière, déménage à Modra afin de s'occuper des sept enfants de son frère défunt. Il ne cesse pas pour autant d'être actif dans son œuvre créative, bien que sa vie lui soit compliquée par la police. En 1853 meurt Adela Ostrolúcka, une de ses amies avec laquelle il partageait les mêmes idées mais aussi sa mère, qui décède à Trenčín. C'est aussi dans cette décennie que la vie de Ľudovít Štúr prend fin : lors d'une partie de chasse aux alentours de Modra en décembre 1855, après avoir tenté de franchir un obstacle, une balle se loge dans sa cuisse. Le coup provenait-il d'une autre personne ou était-ce une tentative de suicide ? Ces questions ne sont qu'hypothèses et spéculations et se posent presque inévitablement à chaque fois qu'il s'agit de la mort d'une personnalité. Ľudovít Štúr meurt le 12 janvier 1856 à Modra, à l'âge de 40 ans.

## Opinions
Certaines opinions de Štúr peuvent être considérées à certains égards comme étant controversées. Certaines positions, qu'il écrivit dans son œuvre Le Monde slave et le monde du futur, peuvent être considérées comme étant son testament politique.
Il écrivit cette œuvre en allemand (das Slawentum und die Welt der Zukunft) et fut publié en 1867 par V.I Lamansky. Sa version russe fut publiée en 1909 par T. D. Florinsky sous le nom de Slavjanstvo i mir buduščego (Славянство и міръ будущаго). Jozef Jirásek, scientifique et pédagogue tchèque originaire de Bratislava, la publia en allemand en 1931.
C'est seulement en 1993 que l'œuvre fut imprimée en slovaque, grâce aux efforts de l'Institut slovaque d'études internationales, traduite de l'allemand par Adam Bžoch. La Matica Slovenská, selon certaines sources, est propriétaire de la correction de la traduction slovaque de la deuxième édition en russe de M. Gacka, qui était prête à l'impression dès 1944.
Dans ses livres, Štúr proposait la fusion avec l'empire russe, refusait l'économie libre de marché  ainsi que la démocratie parlementaire au profit d'un gouvernement tsariste.
Il rejetait aussi le rationalisme et les conceptions démocratiques occidentales modernes, et même s'il était lui-même protestant, il proposa à tous les Slovaques la conversion à l'orthodoxie. Comme beaucoup à son époque, Štúr avait également une position antisémite.

## Bibliographie

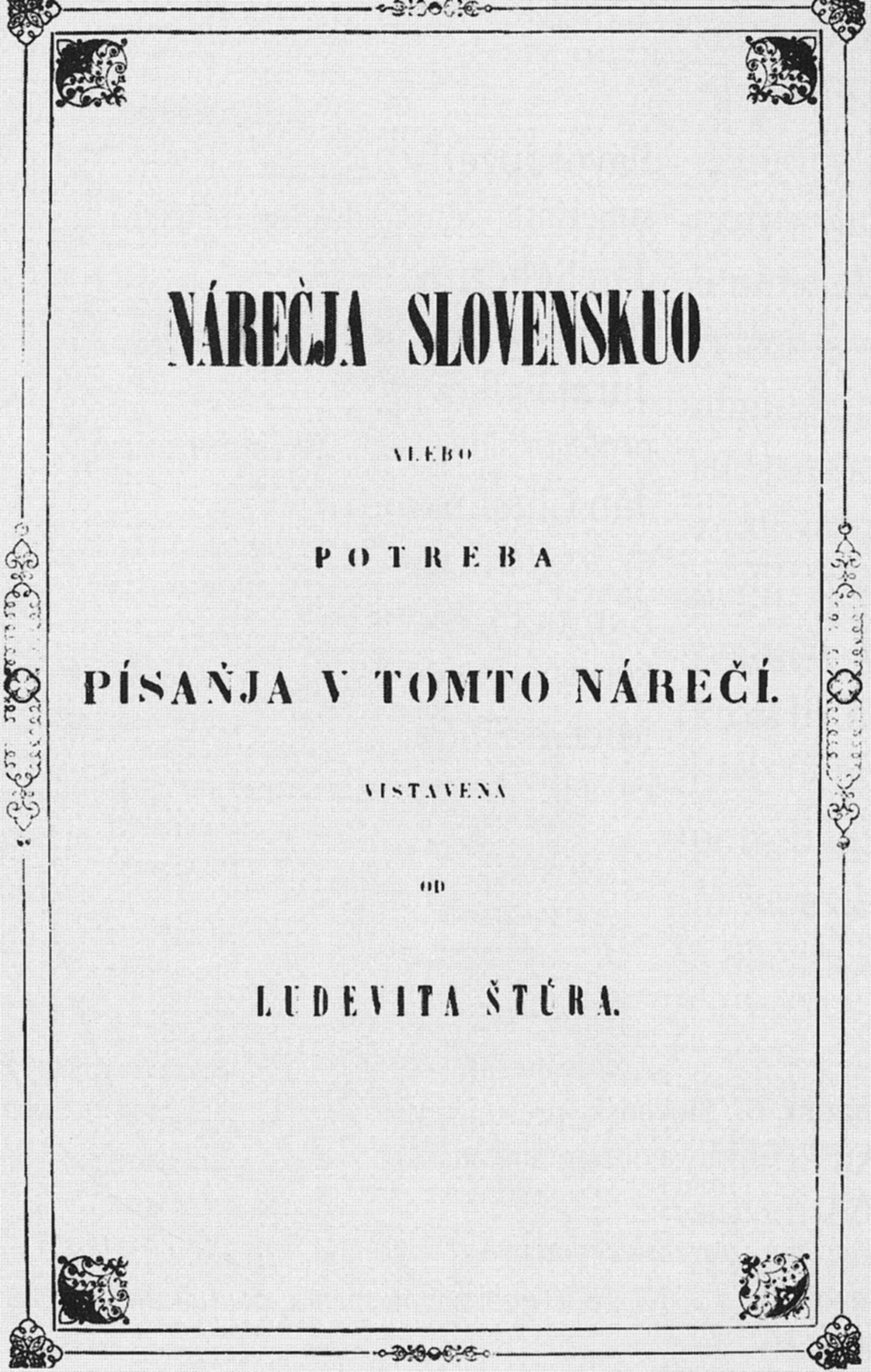
Page de garde du livre de Štúr Nárečja Slovenskuo alebo potreba písaňja v tomto nárečí de 1846

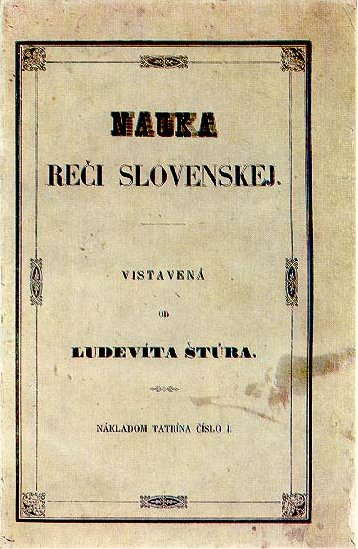
Page de garde du livre de Štúr Nauka reči Slovenskej de 1846

## Sources
- (sk) Cet article est partiellement ou en totalité issu de l’article de Wikipédia en slovaque intitulé « Ľudovít Štúr » (voir la liste des auteurs).

1. ↑  « Názvy obcí Slovenskej republiky (Vývin v rokoch 1773 – 1997) », Jazykovedný ústav Ľ. Štúra (consulté le 14 mars 2011)
2. ↑  Donald K. Yeomans, « 3393 Stur (1984 WY1) », ssd.jpl.nasa.gov (consulté le 14 mars 2011)
3. ↑  (sk) Ľudovít Štúr : Život a dielo (1815 – 1856) : Zborník materiálov z konferencie Historického ústavu SAV, 1956, 20 p.
4. 1 2 3 4  (sk) « Život a dielo Ľudovíta Štúra. Monotematické číslo k roku Ľudovíta Štúra (1995/1996). », Národná osveta, no 24,‎ 1995, p. 2
5. 1 2  (sk) « Štúr, Ľudovít. », Slovenský biografický slovník V. zväzok R – Š,‎ 1992, p. 532
6. 1 2  (sk) « Štúr, Ľudovít Velislav. », Encyklopédia Slovenska V. zväzok R – Š,‎ 1981, p. 773
7. 1 2  (sk) KOVÁČ D. et al, Kronika Slovenska 1 – od najstarších čias do konca 19. stor., 1998, p. 413
8. 1 2 3  Marcela Bednárová, Marián Bednárov, « Životopis Ľudovíta Štúra », www.stur.sk (consulté le 13 mars 2011)
9. ↑  Marcela Bednárová, Marián Bednárov, « Vybrané myšlienky Ľudovíta Štúra », www.stur.sk (consulté le 11 mars 2011)
10. ↑  Vladimír Matula, « Ľ. Štúr - Sa vie et son œuvre » (consulté le 10 mars 2011)
11. ↑  (sk) Ľudovít Štúr, Slovanstvo a svet budúcnosti., Zlatý fond denníka SME (lire en ligne)
12. ↑  (sk) Marek Vagovič, « Protižidovské výpady mali Matej Bel, Ľudovít Štúr, ľudáci aj komunisti. », sme.sk, 6 septembre 2008 (consulté le 11 mars 2011)